# Denis-Benjamin Viger
Denis-Benjamin Viger, né le 19 août 1774 et mort le 13 février 1861 à Montréal, est un homme politique canadien-français qui fut également avocat, journaliste, essayiste, officier et seigneur.

## Biographie
Né à Montréal le 19 août 1774, il est le fils de Denis Viger, charpentier, propriétaire foncier et député de Montréal-Est à la Chambre d'assemblée du Bas-Canada de 1796 à 1800. Sa mère était Charlotte-Périne Cherrier, originaire de Saint-Denis-sur-Richelieu. De par ses parents, Viger fait partie d'un clan familial qui marquera fortement l'histoire du Bas-Canada. Parmi ses cousins figurent notamment le chef patriote Louis-Joseph Papineau, Mgr Jean-Jacques Lartigue, Jacques Viger et Côme-Séraphin Cherrier.

### Militaire
Viger a été capitaine de milice lors de la guerre de 1812. Il a pris sa retraite de la milice en 1824 avec le grade de major.

### Journaliste
Cet éminent journaliste, devenu politicien, a joué un rôle important dans l'histoire des idées au Canada, notamment en finançant ou en tant que fondateur de nombreux journaux, comme Le Spectateur, La Minerve, La Quotidienne, Le Temps, L'Aurore des Canadas, Le Moniteur canadien et L'Ordre. Le nom de Viger était associé à l'essor de la presse chez les Canadiens, si bien que son ami et biographe, Joseph Royal, le présente comme étant le « père du journalisme au Canada ».
C'est d'ailleurs pour son rôle actif au sein des journaux du Bas-Canada qu'il est arrêté chez lui, le 4 novembre 1838, pour le motif allégué d'avoir encouragé des journaux séditieux. Le droit d'habeas corpus ayant été aboli dans le contexte de la répression militaire britannique et de l'instauration d'un régime autoritaire sur le Bas-Canada, Viger croupit en prison 19 mois et est libéré en mai 1840.

### Carrière politique

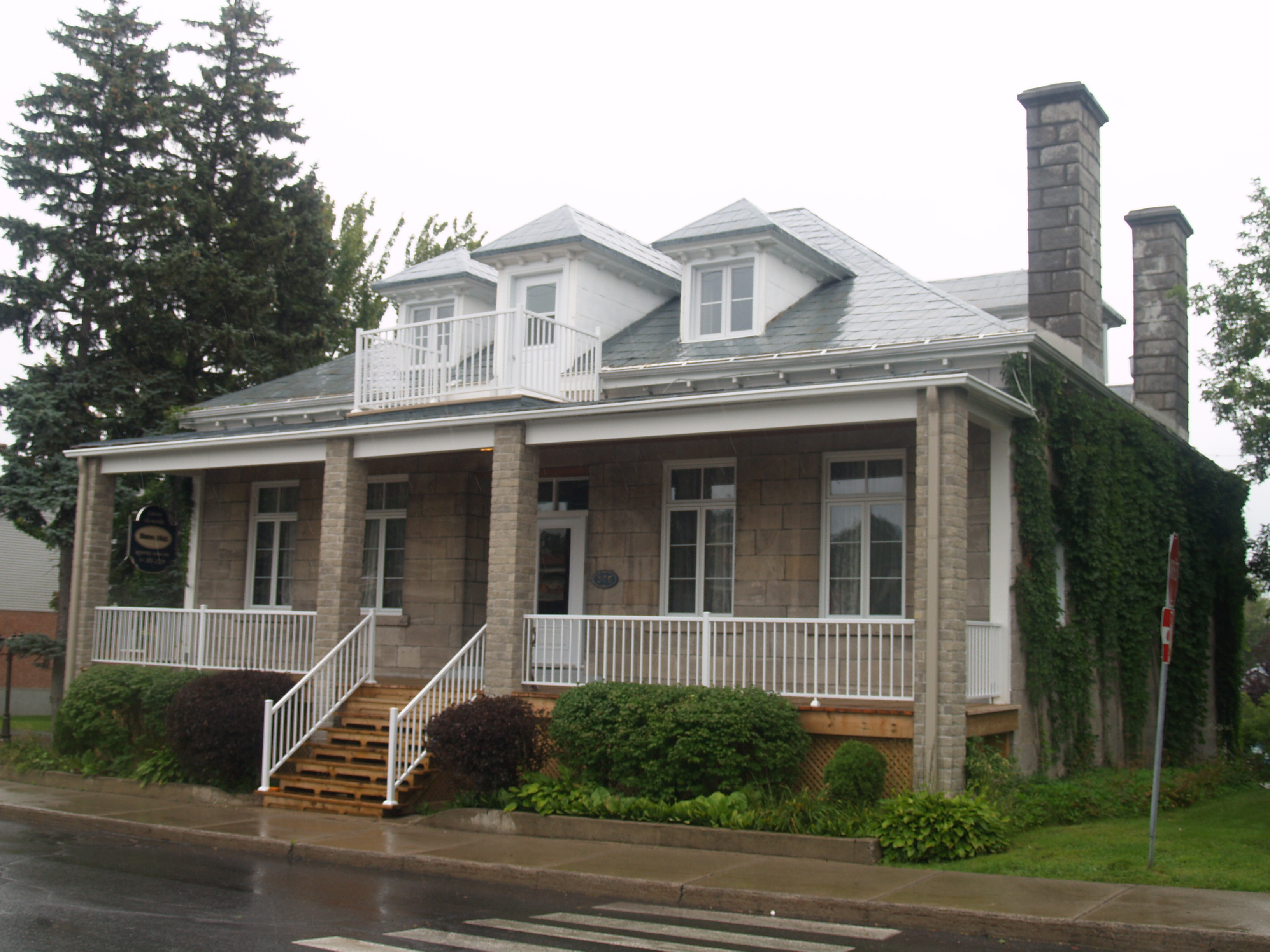
Maison Denis-Benjamin-Viger
376, rue Cherrier, île Bizard

Il a été élu à l'Assemblée législative pour Montréal-Est en 1808 et 1810, puis dans Leinster en 1810 et 1814 et dans le Kent en 1816, 1820, 1824 et 1827.
En 1841, il a été élu à l'Assemblée législative du Canada-Uni, représentant Richelieu. Opposé à la stratégie réformiste de Louis-Hippolyte La Fontaine, qui impliquait d'accepter l'Union des Canadas, la mise en minorité des Canadiens d'origine française au sein d'une majorité britannique et donc la perte de leur autonomie politique, Viger se dissocie du chef réformiste en 1843 pour prendre la tête du Canada-Uni. Du 12 décembre 1843 au 17 juin 1846, conjointement avec William Henry Draper, il a été co-premier ministre du Canada-Uni. Au cours de cette période au pouvoir, Viger a tenté de mettre de l'avant sa propre stratégie, la double majorité, qui consistait à défaire l'Union de facto en redonnant une certaine autonomie aux Canadiens français.
Si cette stratégie gagnera en popularité auprès de la population canadienne en 1844 et 1845, Viger ne réussira toutefois pas à persuader le gouverneur Charles Metcalfe de la pertinence d'instaurer cette pratique politique. Ce dernier voulait éviter que les Canadiens d'origine française puissent retrouver un certain pouvoir politique et ainsi exercer ce qu'il appelait la French domination sur leur territoire. Constatant l'échec de sa stratégie et controversé auprès d'une frange de la population canadienne sympathique, aux réformistes de La Fontaine, Viger quitte ses fonctions de premier ministre en juin 1846 mais conserve son siège de député de Trois-Rivières jusqu'en décembre 1847. Il a été nommé au Conseil législatif en 1848 mais a perdu son siège en raison de sa non-participation en 1858.
Viger est décédé à Montréal, le 13 février 1861, à l'âge de 86 ans. Voici comment Joseph Royal lui rendit hommage après sa mort:
« C'était l'un des derniers chefs survivants de cette glorieuse phalange de patriotes qui ont rempli du bruit de leurs paroles et de leurs actes plus d'un demi-siècle de notre histoire. Sa vie, comme celle des Bédard, des Panet, des Papineau, se trouve liée à ces luttes héroïques où l'existence de la nationalité canadienne fut tant de fois mise en jeu et fut autant de fois sauvée par ces nobles soutiens de la liberté. »
Denis-Benjamin Viger est enterré au cimetière Notre-Dame-des-Neiges, à Montréal.

## Généalogie

Registres de l'état civil du Québec.
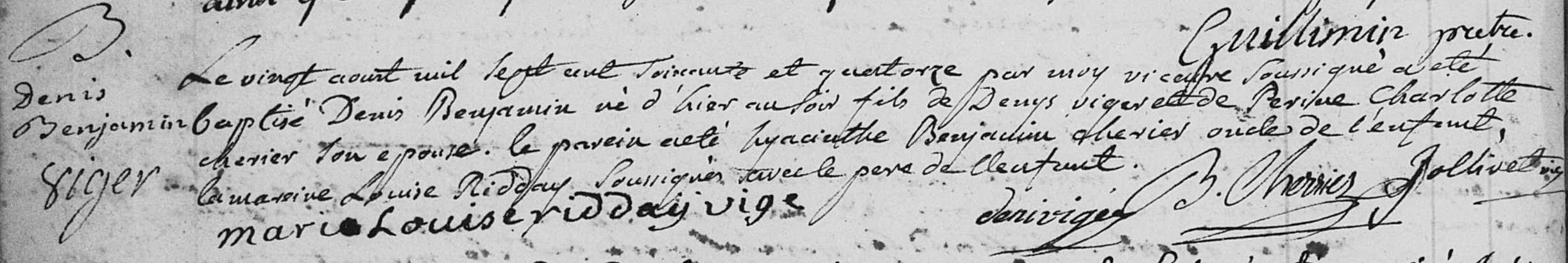
Acte de baptême de Denis Benjamin Viger. 20 août 1774. Paroisse Notre-Dame de la ville de Montréal.
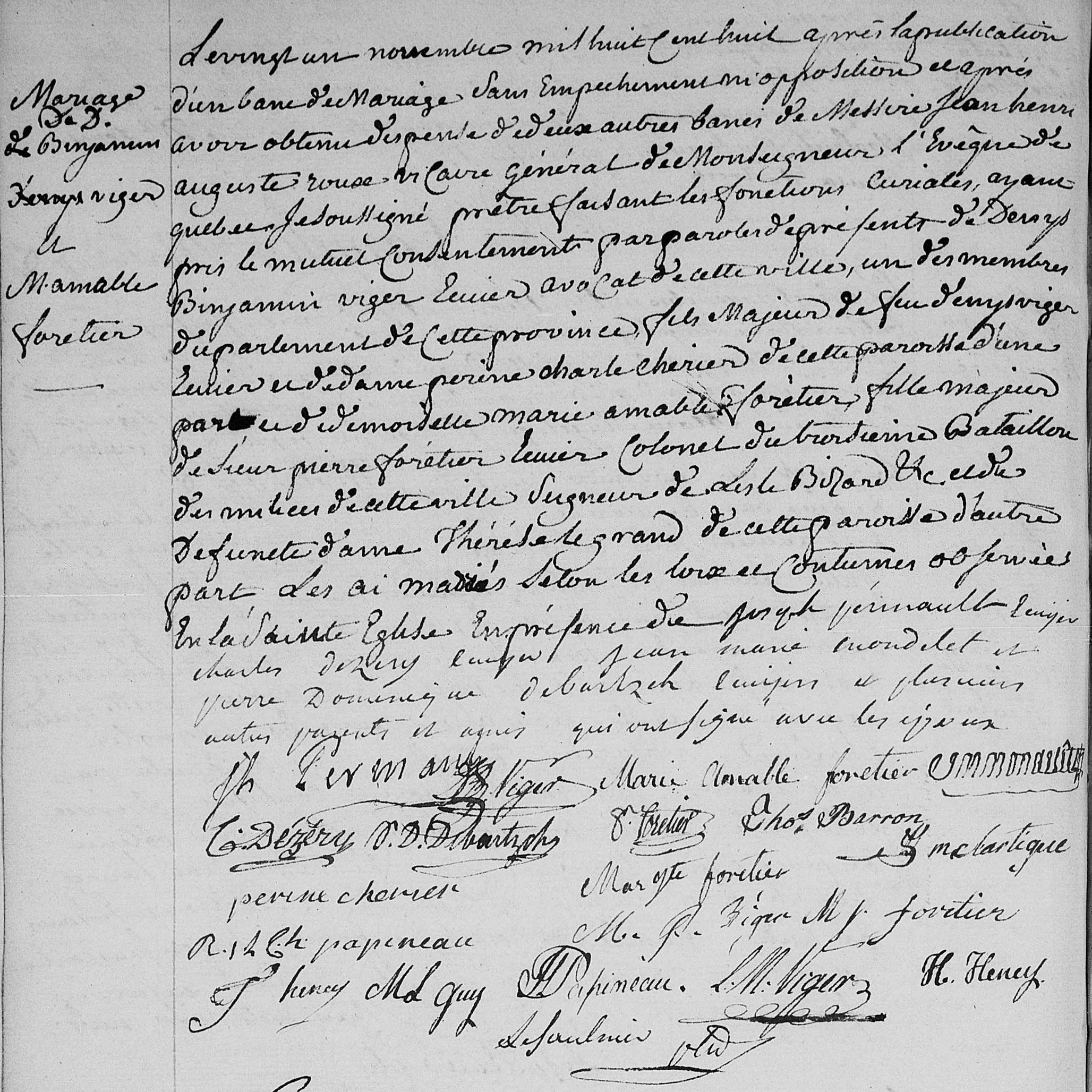
Acte de mariage entre Denys Binjamin Viger et Marie Amable Forètier. 21 novembre 1808. Paroisse Notre-Dame de la ville de Montréal.
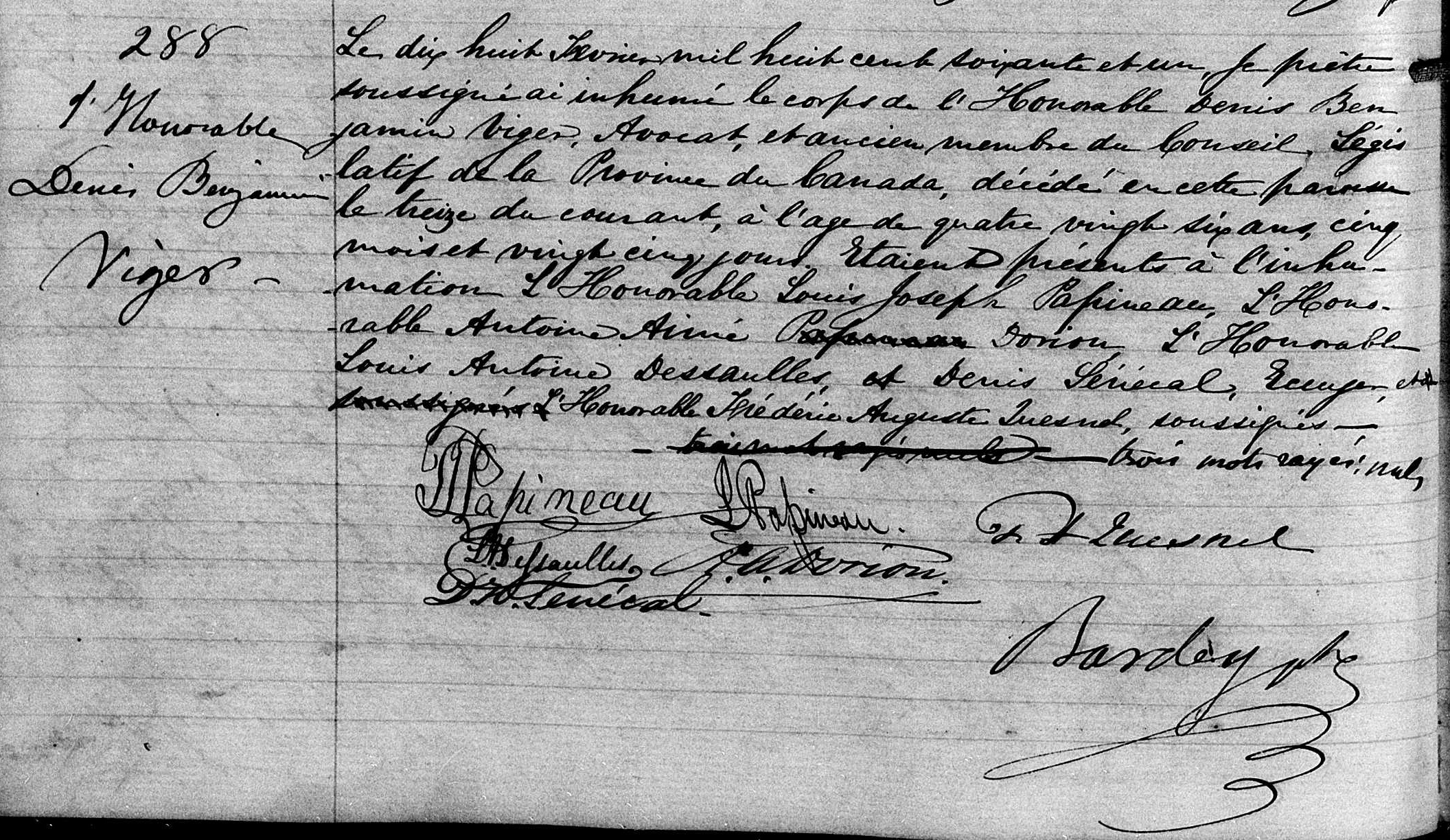
Acte de sépulture de Denis Benjamin Viger. 18 février 1861. Paroisse Notre-Dame de la ville de Montréal.

## Hommages toponymiques
Le Carré Viger a été nommée en son honneur, en 1956, dans l'ancienne ville de Sainte-Foy, maintenant présent dans la ville de Québec.